# Agricultura en Yibuti

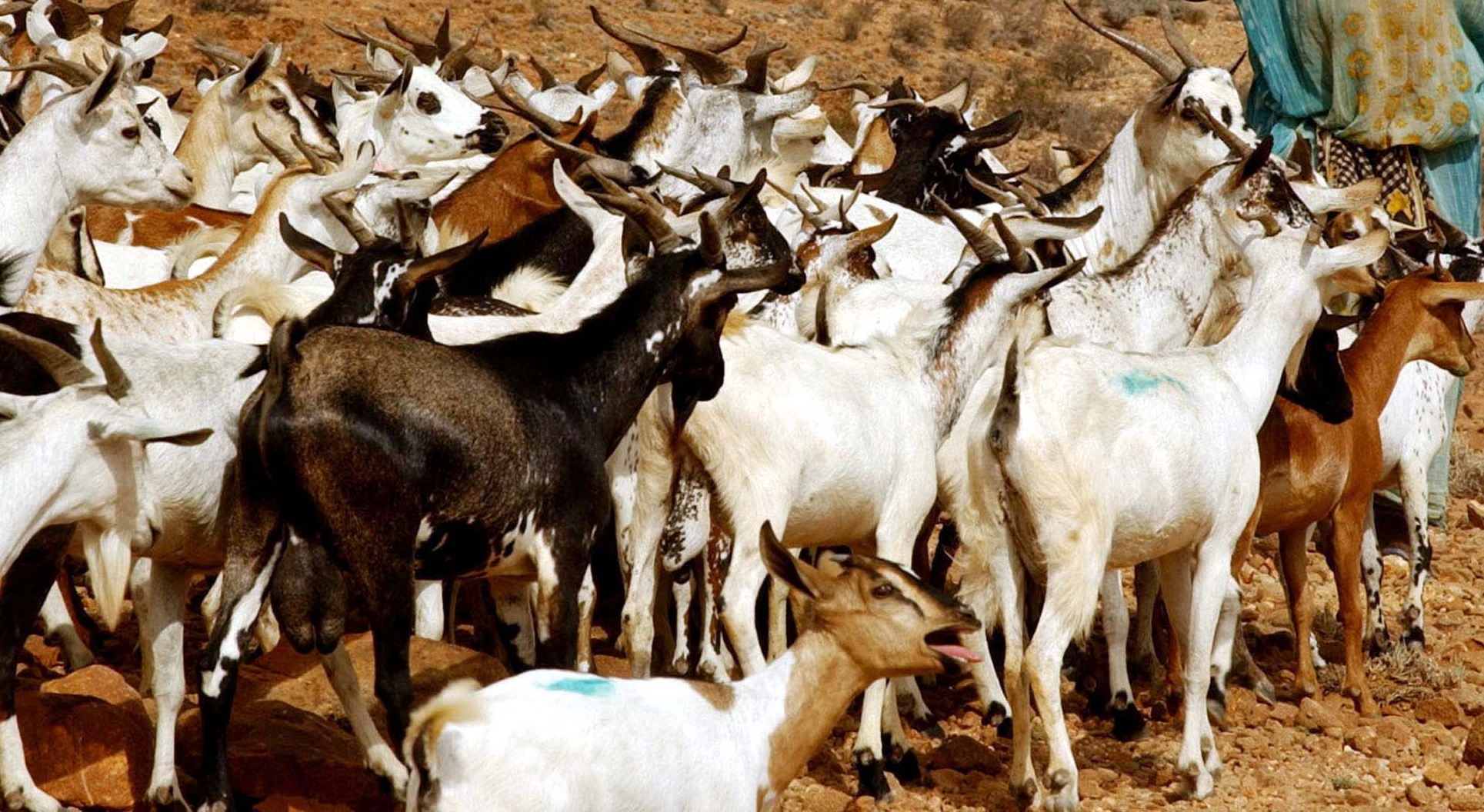
Un rebaño de cabras somalíes

La agricultura en Yibuti es la tercera actividad económica y representa sólo el 3 por ciento del valor de la economía en su conjunto. Yibuti depende de las importaciones de la mayoría de los alimentos.  Las condiciones climáticas y los suelos pobres limitan la producción agrícola, y la producción nacional de alimentos satisface alrededor del 15% de la demanda. El 10% de la fuerza laboral de Yibuti está empleada en la agricultura.

## Historia del desarrollo agrícola
En el año 1999, la cantidad de vegetación producida en Yibuti fue de aproximadamente 23.000 toneladas.  La agricultura consiste en el cultivo de tomates en el país, generalmente para consumo doméstico, y también se producen palmeras datileras a lo largo de las franjas costeras del país.
El duro clima de Yibuti no favorece una gran variedad de flora. La producción en el ámbito agrícola está limitada hasta cierto punto. La cifra oficial dada en 1991 para el empleo en la agricultura era de alrededor del 75 por ciento del empleo total. Los animales de granja siempre han tenido mayor importancia en comparación con la agricultura y la ganadería, que se compone de verduras y frutas. Los productos agrícolas de Yibuti incluyen cabras, pieles de animales, camellos y ovejas.

## Uso de la tierra y riego

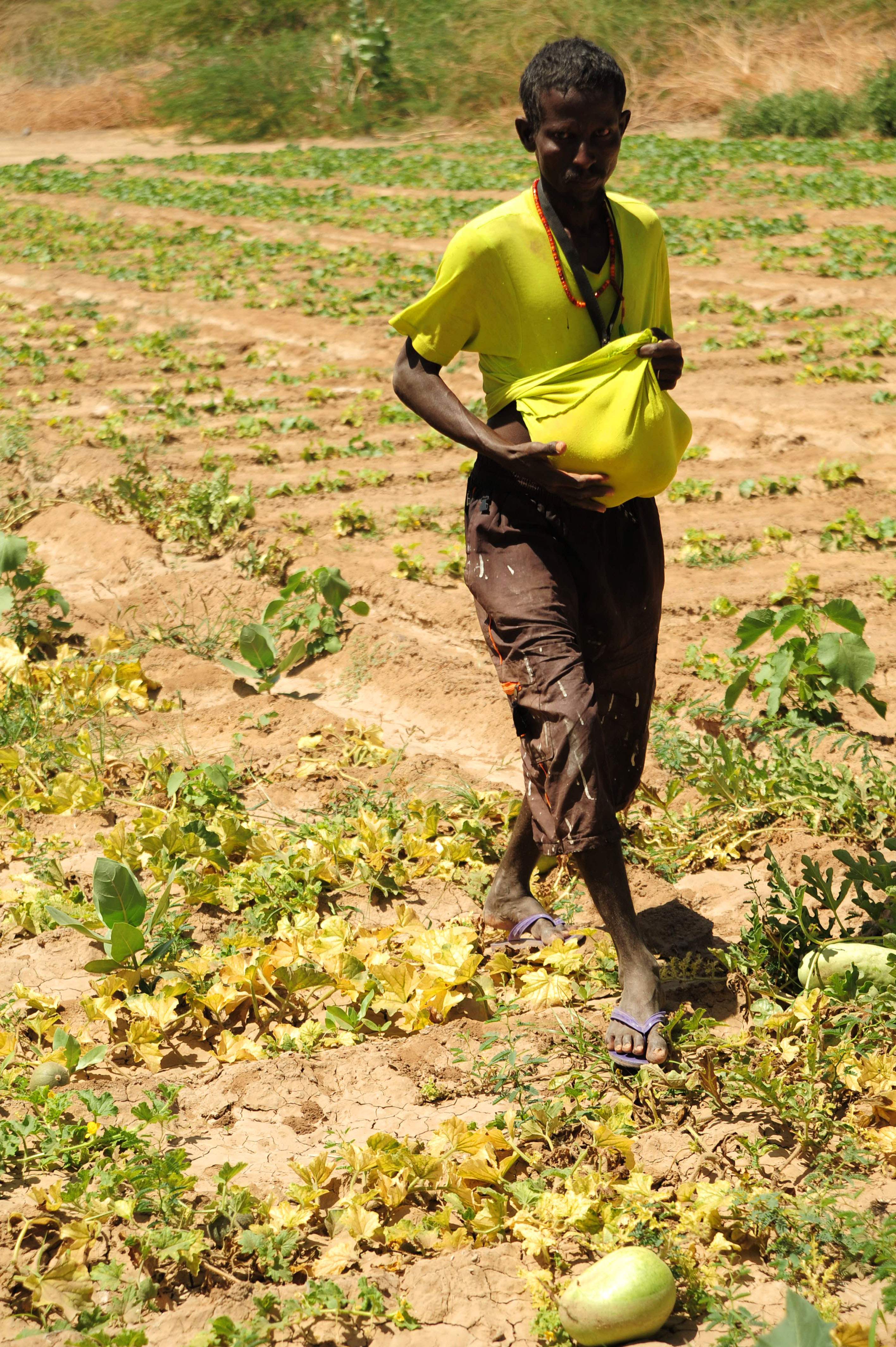
Un agricultor recogiendo fruta

10 kilómetros^2 (3.9 millas^2) están dedicados a la agricultura de regadío. Menos del 2% de la tierra es cultivable y alrededor del 60% es apta para el pastoreo de ganado. La mayor parte de las tierras cultivables se encuentran en la región de Tadjourah y en las montañas de Mabla cerca de Obock .  Las partes más altas de las montañas Goda reciben entre 300 a 500mm de lluvia al año, y el área adyacente, al norte de las montañas Mabla, recibe entre 200 a 300 mm.mm. Las montañas Boura centrales y meridionales y las montañas Arta tienen un promedio de 150 a 250mm.

## Pesca
Yibuti tiene una costa de 372 kilómetros(231.15 millas) de y una zona marítima de 6,280 kilómetros^2 (2,420 millas^2) en la encrucijada del Mar Rojo y el Golfo de Adén .  Las capturas pesqueras de Yibuti fueron de 503 toneladas en 1981 y de 2.296 en 2014.  La mayoría de las flotas estaban ubicadas en la costa oriental, cerca de la ciudad de Yibuti .
Aunque en Yibuti no existe una pesca en gran escala y no tiene un papel importante en la economía, existe una pesca de subsistencia que es importante a nivel local en algunas comunidades rurales. La contribución actual de la pesca a la economía es inferior al 0,1%, pero puede aumentar considerablemente hasta alrededor del 5% si se cumplen las proyecciones. 

## Estadística
Coordenadas geográficas:
Superficie:  23,200 kilómetros^2             (9,000 millas^2)
Terreno: 23,180 kilómetros^2 (8,950 millas^2)
Agua: 20 kilómetros^2 (7.7 millas^2)
Línea de costa: 314 kilómetros (195millas
Zona contigua: 24 millas náuticas (44,4 km)
Zona económica exclusiva: 200 millas náuticas (370,4 km)
Mar territorial: 12 millas náuticas (22,2 km)
Clima: Desértico, seco
Relieve: Llanura costera y meseta separadas por montañas centrales.
Recursos naturales: potencial de energía geotérmica, oro, arcilla, granito, caliza, mármol, sal, diatomita, yeso, piedra pómez, petróleo.
Tierras cultivables: 0,1%
Cultivos permanentes: 0%
Pastos permanentes: 73,3%
Bosques y superficies forestales: 0,2%
Otros: 26,4%
Tierras de regadío: 10 kilómetros (4 millas^2)  
Peligros naturales: terremotos, sequías, perturbaciones ciclónicas ocasionales del Océano Índico que traen fuertes lluvias y inundaciones repentinas.